# Malade comme un chat
 (mars 2019).
Si vous disposez d'ouvrages ou d'articles de référence ou si vous connaissez des sites web de qualité traitant du thème abordé ici, merci de compléter l'article en donnant les références utiles à sa vérifiabilité et en les liant à la section « Notes et références ».
Pour plus de détails, voir Fiche technique et Distribution.
Malade comme un chat (The Hypo-Chondri-Cat) est un court métrage d'animation de la série des Merrie Melodies réalisé par Chuck Jones, sorti en 1950.